# Ieroteo il Tesmoteta
Ieroteo il Tesmoteta (fl. I secolo) è stato un vescovo greco antico del I secolo, discepolo di San Paolo e ritenuto il primo o il secondo vescovo di Atene. È venerato come patrono di Atene, insieme a santa Filotea e a san Dionigi l'Areopagita.

## Biografia
Le prime ed uniche notizie storiche su Ieroteo compaiono negli scritti dello Pseudo-Dionigi l'Areopagita, un autore ignoto del V secolo che firmò le sue opere con il nome di san Dionigi l'Areopagita, giudice dell'Areopago e vescovo di Atene nel I secolo.
Secondo questo autore, Ieroteo fu convertito al cristianesimo da San Paolo, che lo mise alla guida dei cristiani di Atene come vescovo o presbitero. Fu un oratore ispirato e convincente, studioso perspicace istruito nelle scienze sacre e di grande autorità presso i suoi discepoli, fra cui vi era San Dionigi. 
Si trovò presente, insieme con alcuni apostoli, al Transito di Maria, dove pronunciò un memorabile sermone che lasciò impressionati tutti gli astanti.
Lasciò scritte almeno due opere: gli "Elementi di teologia" (Theologikai stoicheioseis) e gli "Inni d'amore" (Erotikoi hymnoi).
Secondo alcuni autori moderni, gli scritti dello pseudo-Dionigi non sarebbero credibili e l'esistenza reale di Ieroteo sarebbe una congettura. Il suo stesso nome è un unicum.

## San Ieroteo in Spagna

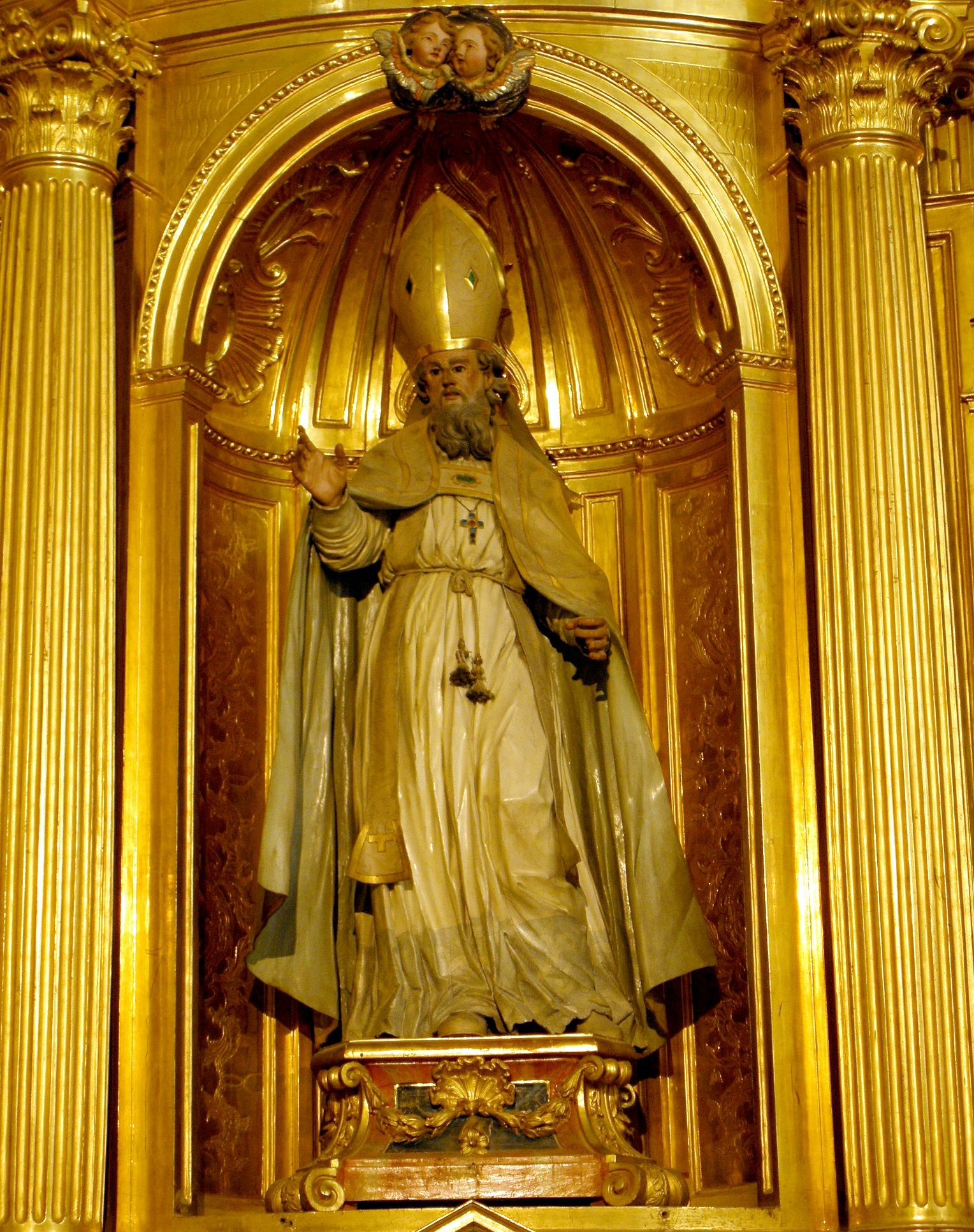
San Ieroteo, nella cattedrale di Segovia.

Nelle scarse notizie che lo pseudo-Dionigi lasciò su Ieroteo non c'è traccia di una sua presenza in Spagna, ma verso la fine del XVI secolo il noto impostore Jerónimo Román de la Higuera scrisse due croniche falsamente attribuite a Flavio Lucio Destro (secolo V) e a Liutprando di Cremona (secolo X) in cui menzionava Ieroteo come originario di Ampurias, che dopo aver accompagnato San Paolo in Spagna, fu da lui nominato primo vescovo di Segovia.
Gli eruditi dell'epoca, che ignoravano la falsità di questi scritti, li accettarono come autentici, pur con qualche riserva; la devozione al santo ateniese si diffuse tra i fedeli spagnoli, e sebbene nel 1666 il marchese di Agropoli smentisse storiograficamente la presenza di San Ieroteo a Segovia, 
il clero di questa diocesi guidato dal vescovo Diego Escolano y Ledesma difese la sua esistenza e l'anno seguente fu stabilito a Segovia il culto ufficiale al santo che prosegue fino a oggi.